# 京都 心の都へ
『京都 心の都へ』（きょうと こころのみやこへ）は、1993年10月16日から日本テレビ放送網（NTV）ほかで毎週土曜日の22時台で放送されていたミニ番組。
2009年9月26日の放送をもって16年にわたるレギュラー放送が終了した。現在は不定期に特別番組として放送されている。

## 概要
主に京都の神社仏閣や老舗などを紹介する紀行番組。原則として出演者はおらず、ナレーションと映像のみで構成された。
番組は、東海旅客鉄道（JR東海）の一社提供である。もともと同社の京都観光キャンペーン「そうだ 京都、行こう。」に関連し首都圏向けに制作された番組のため、JR東海の本社がある中京テレビ放送（中京広域圏）や東海道新幹線の米原 京都 新大阪駅がある讀賣テレビ放送（近畿広域圏）では放送されていない。しかし、JR九州管内の鹿児島讀賣テレビやJR四国管内の南海放送、JR東日本管内の青森放送などでも放送されていた。

### 放送時間
- 1993年10月16日 - 1994年3月26日：土曜22:57 - 23:00（JST）[1]
- 1994年4月2日 - 2009年9月26日：土曜22:54 - 23:00（JST）[1]
  - 22:54 - 22:57の『Still Life』終了で放送枠を拡大[1] 。これに伴い、当番組は今まで前CMを設置していなかったが、新たに2分半の前CMを設置、正式時刻も22:56:30となる。

特別番組やプロ野球中継延長の時には枠がずれる事があり、また後期からは特番で21時台のミニ番組も一緒にずれた時は、双方とも3分に縮小し、前CMは放送されなかった。なお『24時間テレビ 「愛は地球を救う」』編成の際は休止。

### ナレーター
いずれも担当当時、NTVアナウンサー。
- 初代 - 大杉君枝
- 2代 - 大神いずみ
- 3代 - 関谷亜矢子
- 4代 - 魚住りえ
- 5代 - 佐藤良子

### 補足
- 番組をジャンル別に編集したDVDソフト『京都・心の都へ〜Archives（アーカイブ）〜』がエイベックスから発売されている。

## 不定期特番
ミニ番組終了後は、日曜日の夕方（現在は『日曜スペシャル』）に特別番組としてJR東海の一社提供で不定期に放送されている（関東ローカル）。ミニ番組では原則として出演者はいなかったが、当番組では「旅人」としてタレントが出演している。

### 第1シーズン
第1回・第2回は『京都 心の都へ ―プレミアム― 美しき古都…千年の旅人』として放送された。初めて奈良を特集した第3回からは『心の都へ -スペシャル- 美しき古都…千年の旅人』に改題されている。

#### 放送回
| 回 | 日時                        | テーマ | 旅先 | 旅人               | ナレーション       |
| -- | --------------------------- | ------ | ---- | ------------------ | ------------------ |
| 1  | 2009年11月8日16:30 - 17:25  | 音     | 京都 | 松下奈緒           | 片岡孝太郎         |
| 2  | 2010年2月21日16:30 - 17:25  | 色     | 京都 | 松下奈緒           | 片岡孝太郎         |
| 3  | 2010年5月16日16:30 - 17:25  | 形     | 奈良 | 松下奈緒           | 片岡孝太郎         |
| 4  | 2010年7月11日16:30 - 17:25  | 光     | 京都 | 松下奈緒           | 勝村政信           |
| 5  | 2010年10月17日16:30 - 17:25 | 恋     | 奈良 | 松下奈緒           | 勝村政信           |
| 6  | 2011年1月16日16:30 - 17:25  | 技     | 奈良 | 松下奈緒           | 勝村政信           |
| 7  | 2011年2月20日16:30 - 17:25  | 憧     | 京都 | 勝村政信           | 松下奈緒           |
| 8  | 2011年5月29日16:30 - 17:25  | 誇り   | 奈良 | 松下奈緒           | 勝村政信           |
| 9  | 2011年7月10日14:00 - 14:55  | 出逢い | 京都 | 松下奈緒、勝村政信 | 松下奈緒、勝村政信 |
| 10 | 2011年12月10日14:30 - 15:25 | 絆     | 京都 | 松下奈緒           | 勝村政信           |

### 第2シーズン
新シリーズでは旅人とナレーターを一新し、『-心の都へスペシャル- 千年の都 美の旅人』として放送されている。

#### 放送回
| 回 | 日時                        | テーマ     | 旅先 | 旅人     | ナレーション |
| -- | --------------------------- | ---------- | ---- | -------- | ------------ |
| 1  | 2012年2月19日16:30 - 17:25  | 美の誕生   | 京都 | 栗山千明 | 杉本哲太     |
| 2  | 2012年5月20日16:30 - 17:25  | 美の遭遇   | 京都 | 栗山千明 | 杉本哲太     |
| 3  | 2012年9月9日16:30 - 17:25   | 美の伝来   | 奈良 | 栗山千明 | 杉本哲太     |
| 4  | 2012年12月8日16:00 - 16:55  | 美の進化   | 京都 | 栗山千明 | 杉本哲太     |
| 5  | 2013年1月13日16:30 - 17:25  | 美のわざ   | 奈良 | 栗山千明 | 杉本哲太     |
| 6  | 2013年2月17日16:30 - 17:25  | 美の変化   | 京都 | 栗山千明 | 杉本哲太     |
| 7  | 2013年4月14日16:25 - 17:20  | 美の復活   | 奈良 | 栗山千明 | 杉本哲太     |
| 8  | 2013年6月30日14:00 - 14:55  | 美の継承   | 京都 | 栗山千明 | 杉本哲太     |
| 9  | 2013年10月20日16:25 - 17:20 | 美の彩り   | 京都 | 栗山千明 | 勝村政信     |
| 10 | 2014年1月19日16:25 - 17:20  | 美の不思議 | 奈良 | 栗山千明 | 杉本哲太     |
| 11 | 2014年2月16日16:25 - 17:20  | 美の旅立ち | 京都 | 栗山千明 | 杉本哲太     |
| 12 | 2014年4月20日16:25 - 17:20  | 美の輝き   | 奈良 | 栗山千明 | 杉本哲太     |
| 13 | 2014年6月29日16:25 - 17:20  | 美の響き   | 京都 | 栗山千明 | 杉本哲太     |
| 14 | 2014年10月11日10:30 - 11:25 | 美の色彩   | 京都 | 栗山千明 | 杉本哲太     |
| 15 | 2015年1月17日10:30 - 11:25  | 美の力     | 奈良 | 栗山千明 | 杉本哲太     |
| 16 | 2015年2月22日16:30 - 17:25  | 美の表情   | 京都 | 栗山千明 | 杉本哲太     |

### 第3シーズン
新シリーズでは“極める”をテーマに放送される。

#### 放送回
| 回 | 日時                        | テーマ | 旅先 | 旅人     | ナレーション |
| -- | --------------------------- | ------ | ---- | -------- | ------------ |
| 1  | 2015年5月23日10:30 - 11:25  | 道     | 京都 | 栗山千明 | 杉本哲太     |
| 2  | 2015年7月5日16:00 - 16:55   | 水     | 京都 | 栗山千明 | 杉本哲太     |
| 3  | 2015年10月18日16:00 - 16:55 | あか   | 京都 | 栗山千明 | 杉本哲太     |
| 4  | 2016年2月13日10:30 - 11:25  | 恋     | 京都 | 栗山千明 | 杉本哲太     |
| 5  | 2016年8月20日10:30 - 11:25  |        | 奈良 | 栗山千明 | 杉本哲太     |

## スタッフ（2011年2月20日放送分）
- 構成：田代裕
- プロデューサー・演出：前田憲昭
- 企画・チーフクリエイター・プロデューサー：岩間玄